# Lillian Langdon
Lillian Langdon (25 de noviembre de 1860 - 8 de febrero de 1943) fue una actriz de cine estadounidense. Apareció en más de 80 películas entre 1912 y 1928.
Nacida en Newark, Nueva Jersey, Langdon era descendiente de Montgomery Pike, quién descubrió Pike's Park, y de Jasper Crane, fundador de Newark. Trabajó en obras teatrales antes de comenzar su carrera en la industria cinematográfica. En la vida privada, era conocida como Lillie H. Bolles.
Murió en su casa ubicada en Santa Mónica, California, a los 82 años.

## Filmografía seleccionada
- Kindling (1915) – Mrs. Jane Burke-Smith
- Intolerance (1916) - María (madre de Jesús)
- Diane of the Follies (1916) – Marcia Christy
- The Americano (1917) – Señora del Castillo
- Jim Bludso (1917)
- Might and the Man (1917)
- Indiscreet Corinne (1917)
- Because of a Woman (1917)
- I Love You (1918)
- Limousine Life (1918)
- Society for Sale (1918) – Lady Mary
- The Last Rebel (1918)
- Everywoman's Husband (1918) – Mrs. Rhodes
- False Ambition (1918) – Mrs. Van Dixon
- Shifting Sands (1918) – Mrs. Stanford
- Daddy-Long-Legs (1919)
- Prudence on Broadway (1919)
- When a Man Loves (1919)
- The Millionaire Pirate (1919)
- His Majesty, the American (1919) – Princesa Margarita
- A Regular Fellow (1919) – Mrs. Christy
- The Triflers (1920)
- Going Some (1920)
- The Great Accident (1920)
- The Hope (1920)
- Oh, Lady, Lady (1920) – Mrs. Farringdon
- The Triflers (1920)
- The Mother Heart (1921) – Mrs. Lincoln
- The Swamp (1921) – Mrs. Biddie
- What's a Wife Worth? (1921) – Mrs. Penfield
- Kissed (1922)
- Lights of the Desert (1922)
- Nobody's Bride (1923)
- Going Up (1923)
- The Prisoner (1923) – Mrs. Garrison
- The Wanters (1923) – Mrs. Worthington
- White Tiger (1923)
- Cobra (1925)
- The Thoroughbred (1925)
- After Business Hours (1925)
- The Wall Street Whiz (1925)
- Joanna (1925) – Mrs. Roxanna Adams
- The Blonde Saint (1926)
- The Millionaire Policeman (1926)
- Fifth Avenue (1926)
- The Cheer Leader (1928)